# Javier Mandaluniz
Javier Mandaluniz Rentería (Bilbao, Vizcaya, 15 de enero de 1987) es un exfutbolista español que jugaba como guardameta.

## Trayectoria
Javier llegó a la cantera del Athletic Club en edad alevín, con apenas diez años. En la temporada 2005-06 promocionó a su segundo filial, el CD Basconia donde fue titular. Un año más tarde ascendió al Bilbao Athletic, donde jugó nueve encuentros. En la temporada 2007-08 fue cedido a la UE Lleida ya que el Bilbao Athletic decidió apostar por Iago Herrerín y Raúl Fernández. En enero de 2008, después de no llegar a debutar en el club catalán, regresó para al CD Basconia aunque apenas disputó tres encuentros. En la campaña 2008-09 regresó al Bilbao Athletic, donde jugó ocho partidos.
En junio de 2009 recibió la baja del Athletic Club. Un mes después fichó por la Real Sociedad "B" de Tercera División, que buscaba un portero tras la marcha de Urtzi Iturrioz (Iturrioz finalmente fichó por el Bilbao Athletic).Permaneció tres temporadas en el filial txuriurdin, siendo titular indiscutible en la primera de ellas. En las siguientes dos temporadas compitió por el puesto con Toño Ramírez y Kike Royo, respectivamente. Por otra parte, entró en varias convocatorias de la Real Sociedad durante la temporada 2009-10 tras la lesión de Asier Riesgo.Su siguiente destino fue la SD Logroñés de Segunda B, al que llegó a principios de 2013 tras seis meses sin equipo.En su segunda campaña en el club riojano fue titular indiscutible, pero vivió el descenso a Tercera División. En enero de 2015, después de seis meses sin competir, se enroló en la Gimnástica de Torrelavega de Tercera División.En verano de 2015 fichó por la UD Somozas de Segunda B, donde jugó más de cincuenta partidos.En enero de 2017 se marchó al Mérida AD de la misma categoría, donde concluyó la temporada 2016-17 también como titular.Inició la campaña 2017-18 en las filas del FC Jumilla y, posteriormente, continuó en la SD Ponferradina siendo titular en ambos clubes.
A finales de enero de 2019 firmó un contrato de seis meses con el JD Somorrostro de Tercera División.Tras una campaña inactivo, se unió al Urdúliz FT en 2020. En julio de 2021 firmó por la SD Leioa de Tercera Federación. Tras su retirada, ejerce como entrenador de porteros en la SD Eibar.

## Selección nacional
Mandaluniz fue internacional sub-17 y sub-18 con la selección española.Fue convocado por Juan Santisteban para participar en el Mundial sub-17 de 2003, donde fue titular en los cuatro últimos encuentros, y en la Eurocopa sub-17 de 2004. En ambos torneos coincidió con Antonio Adán.

## Clubes
| Club                        | País   | Año         |
| --------------------------- | ------ | ----------- |
| Cantera Athletic Club       | España | 1997-2005   |
| Basconia                    | España | 2005-2008   |
| Bilbao Athletic             | España | 2006-2009   |
| UE Lleida (cesión)          | España | 2007        |
| Real Sociedad B             | España | 2009-2012   |
| Sociedad Deportiva Logroñés | España | 2013 - 2014 |
| Gimnástica de Torrelavega   | España | 2015        |
| Unión Deportiva Somozas     | España | 2015-2017   |
| Mérida Asociación Deportiva | España | 2017        |
| Fútbol Club Jumilla         | España | 2017        |
| S.D. Ponferradina           | España | 2018        |
| JD Somorrostro              | España | 2019        |
| Urdúliz FT                  | España | 2020 - 2021 |
| S.D. Leioa                  | España | 2021 - 2022 |